# Park Bo-gum
Park Bo-gum (født 1993 i Seoul, Sydkorea) er en koreansk skuespiller.

## Udvalgt filmografi

### Film
| Year | Title                         | Role               | Notes      |
| ---- | ----------------------------- | ------------------ | ---------- |
| 2011 | Blind                         | Min Dong-hyun      |            |
| 2012 | Runway Cop                    | young Cha Chul-soo |            |
| 2014 | A Hard Day                    | Officer Lee Jin-ho |            |
| 2014 | The Admiral: Roaring Currents | Bae Soo-bong       |            |
| 2014 | Twinkle-Twinkle Pitter-Patter | Jun-woo            | Short film |
| 2015 | Coin Locker Girl              | Park Seok-hyun     |            |

### TV
| Year      | Title                         | Role                 | Network | Notes       |
| --------- | ----------------------------- | -------------------- | ------- | ----------- |
| 2012      | Hero                          | Kang Dong-woo        | OCN     |             |
| 2012      | Drama Special "Still Picture" | young Kim Hyun-soo   | KBS2    |             |
| 2012      | Bridal Mask                   | Han Min-kyu          | KBS2    | Ep. 26–28   |
| 2013      | Wonderful Mama                | Go Young-joon        | SBS     |             |
| 2014      | Wonderful Days                | young Kang Dong-seok | KBS2    |             |
| 2014      | Cantabile Tomorrow            | Lee Yoon-hoo         | KBS2    |             |
| 2015      | The Producers                 | Himself              | KBS2    | Ep. 9 cameo |
| 2015      | Hello Monster                 | Jung Sun-ho/Lee Min  | KBS2    |             |
| 2015-2016 | Reply 1988                    | Choi Taek            | tvN     |             |
| 2016      | Love in the Moonlight         | Lee Yeong            | KBS2    |             |